# Vila fortificada de Pesillà de la Ribera

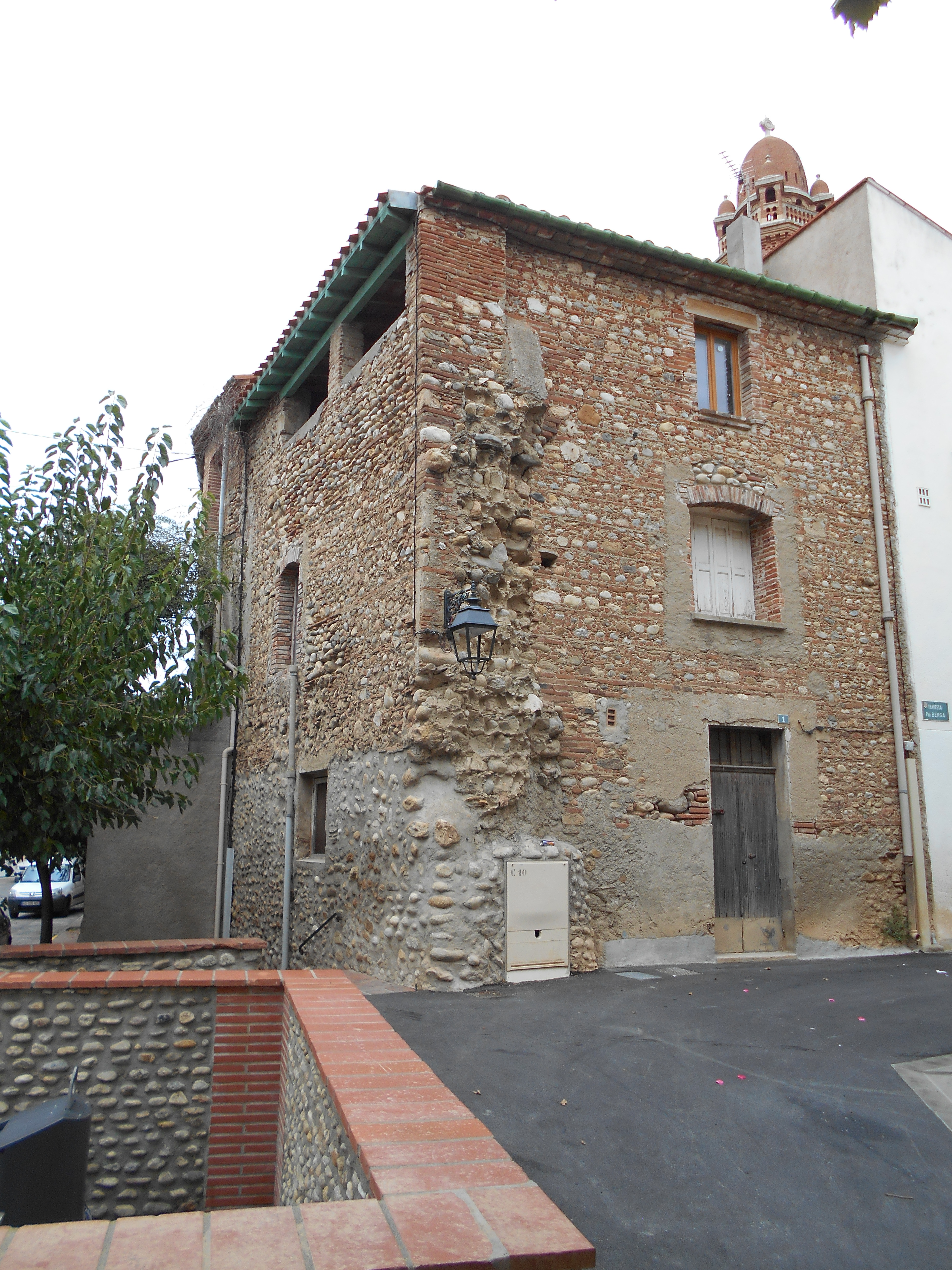
Fragment de les muralles

La Vila fortificada de Pesillà de la Ribera és la vila murada, fortificada, medieval d'estil romànic del poble de Pesillà de la Ribera, a la comarca del Rosselló, Catalunya del Nord.
Envoltava la totalitat de la cellera originària del poble, que encara es pot reconèixer avui dia recorrent els seus carrers o a través d'una fotografia aèria.

## Història

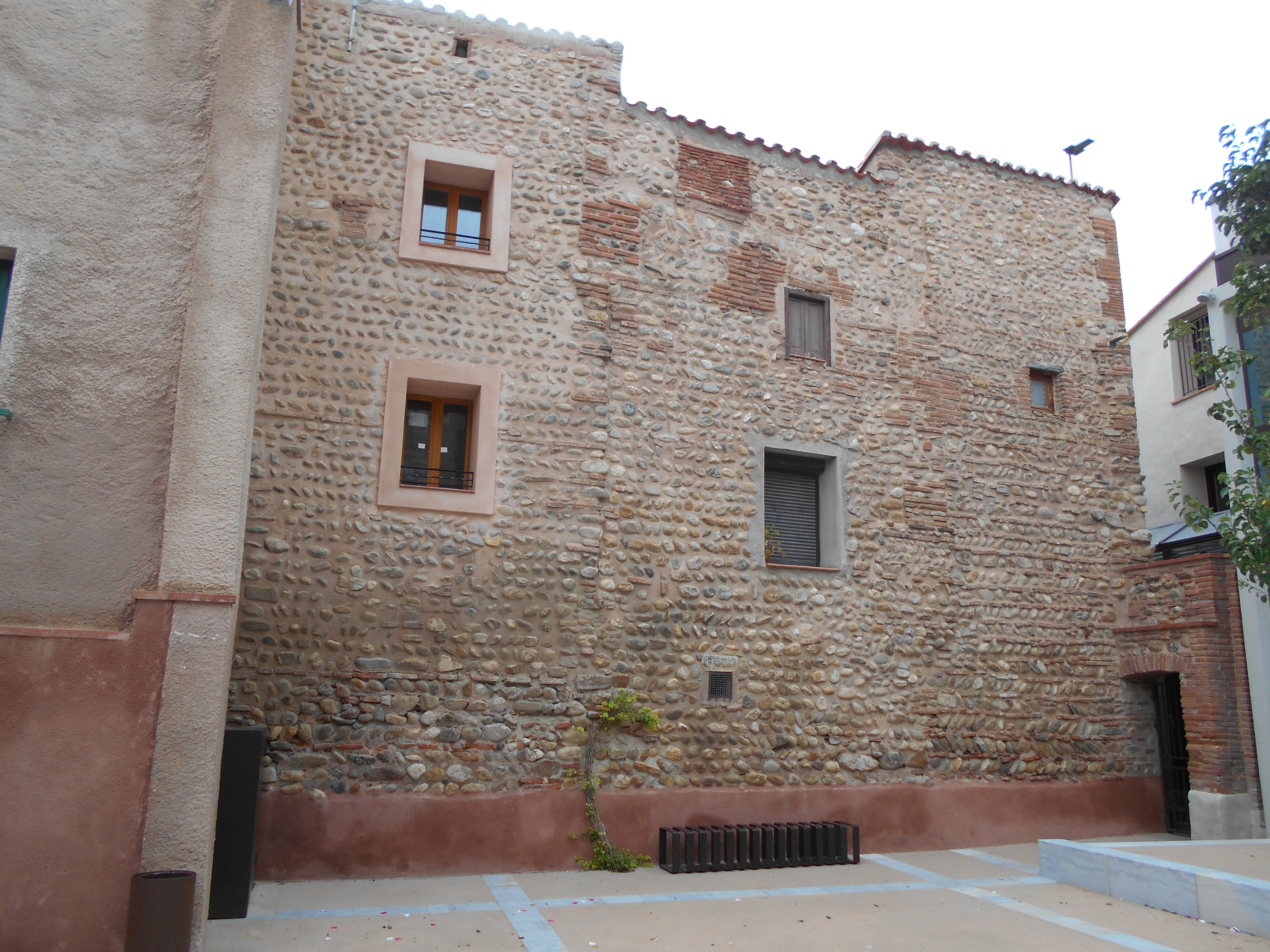
Pany de muralles conservat

El primer esment de Pesillà es remunta a l'any 876, en l'acta d'una donació d'Anna, filla d'Alaric, comte difunt d'Empùries, i de Rotruda, filla del comte Berà de Barcelona i Rasès, al comte Radulf, germà de Guifré el Pilós, d'uns alous, entre els quals hi havia el de Pidiliano, amb les seves esglésies. El 898, el comte Radulf donaren aquestes mateixes terres, de Peciliano o Pessiliano al monestir de la Grassa, amb les seves esglésies de Sant Feliu i de Sant Sadurní, els canals de rec i el vilar de Fonte Tentenata (les Fonts, del veí terme comunal de Calce. El que és curiós és que entre els documents de la Grassa, no hi consta, Pesillà, per la qual cosa se suposa que la primera donació no es va fer efectiva, i fins a la segona, el 915, la Grassa no en va prendre possessió real. Fins a la fi de l'Antic Règim la Grassa en continuà tenint la possessió.

## El clos medieval
La vila fortificada de Pesillà de la Ribera envoltava totalment l'antiga cellera originària del poble. Té una forma arrodonida molt regular, i inclou bàsicament un carrer circular per l'interior, amb dos carrers transversals, així com la plaça del lloc on es trobava el cementiri antic. Fa aproximadament 80 metres de diàmetre, i conserva una de les tres portes que hi havia hagut.